# Saint-Julien-de-Peyrolas
Saint-Julien-de-Peyrolas is een gemeente in het Franse departement Gard (regio Occitanie). De plaats maakt deel uit van het arrondissement Nîmes. Saint-Julien-de-Peyrolas telde op 1 januari 2022 1.501 inwoners.

## Geografie
De oppervlakte van Saint-Julien-de-Peyrolas bedroeg op 1 januari 2022 12,54 vierkante kilometer; de bevolkingsdichtheid was toen 119,7 inwoners per km².

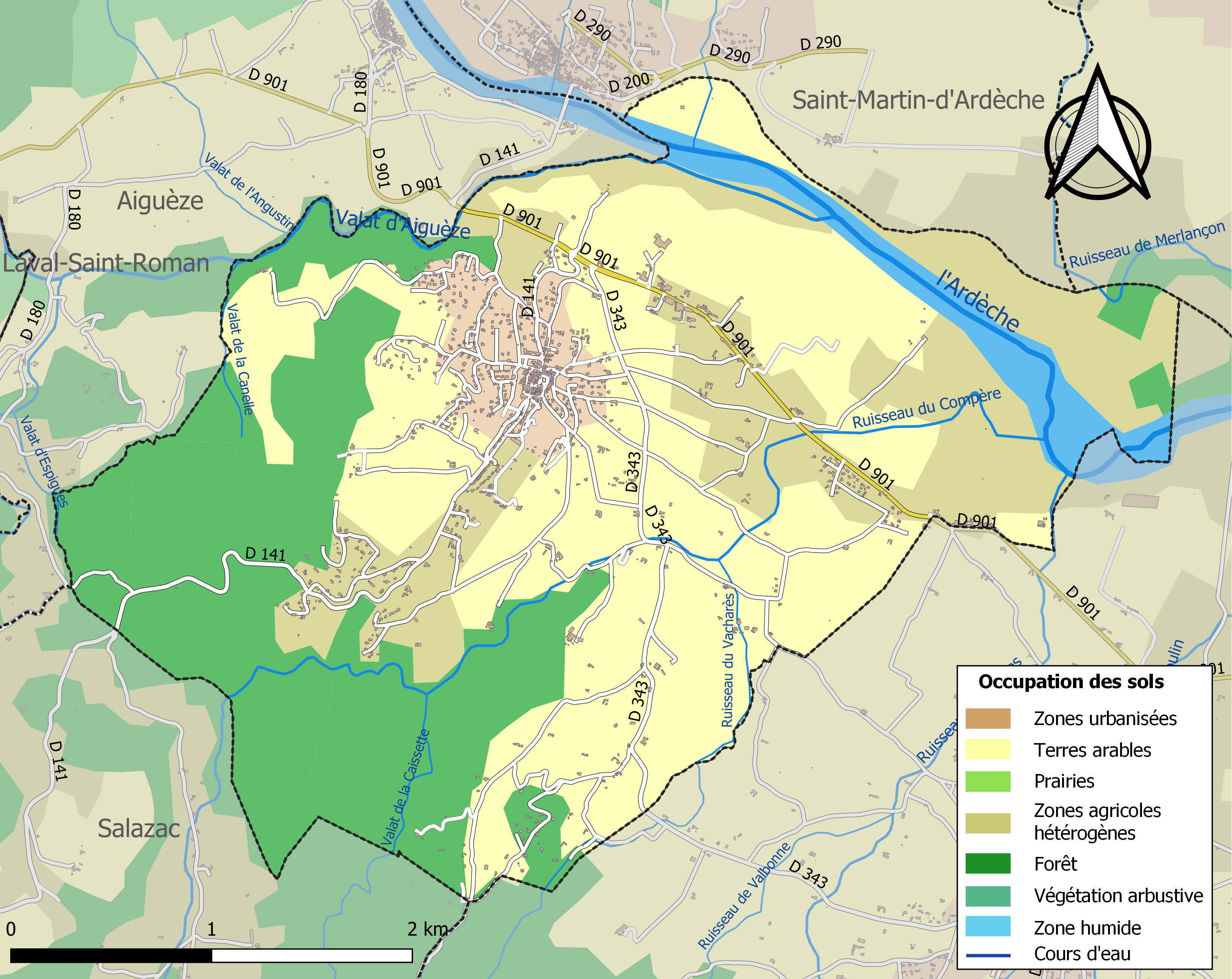
Kaart van de gemeente met belangrijkste infrastructuur, bodemgebruik en omliggende gemeenten

## Demografie
Onderstaande figuur toont het verloop van het inwonertal (bron: INSEE-tellingen).